# Eta Arae
Désignations
Eta Arae (η Ara, η Arae) est une étoile de la constellation australe de l'Autel. Elle est située à 299 années-lumière de la Terre et est visible à l'œil nu avec une magnitude apparente de 3,76.
Le spectre de cette étoile correspond au type spectral K5 III, indiquant que, avec un âge estimé à sept milliards d'années, elle a atteint le stade d'étoile géante de son évolution. Avec une masse presque identique à celle du Soleil, son enveloppe externe a gonflé pour atteindre 56 fois le rayon du Soleil. Elle tourne maintenant si lentement qu'elle met plus de onze ans pour accomplir une rotation sur elle-même. Eta Arae rayonne dans l'espace à une température effective de 3886 K, lui donnant l'éclat orangé d'une étoile de type K.
Elle a une compagne optique de 14e magnitude, distante de 25,7 secondes d'arc.